# 古味直志
古味直志（日语：こみ なおし，1986年3月28日—）是日本男性漫畫家，為漫畫《偽戀》的作者。高知縣高岡郡津野町出身。神户ArtCollege專門學校（神户市）畢業。
《偽戀》第59話發表第一次人氣投票獲得第10名。喜歡的漫畫是《JoJo的奇妙冒險》《風之谷》《死亡筆記》《銃夢》《ONE PIECE》《四葉妹妹！》等。

## 作品列表

### 連載
- 雙藝士（Double Arts） - 《週刊少年Jump》2008年17號 - 41號，全3卷、東立出版社
- 偽戀 - 《週刊少年Jump》2011年48號 - 2016年36/37合并号，全25卷、東立出版社

### 單篇
- island - 《赤丸Jump》2007年冬季號，45頁。第39屆 Jump十二傑新人漫畫賞準入選受賞、出道作品。《雙藝士》單行本第1卷收錄。
- 戀愛的神明大人 - 《週刊少年Jump》2007年20號，49頁
- 威廉斯（Williams） - 《週刊少年Jump》2007年49號，49頁
- 個體裝束（Personant） - 《Jump SQ》2008年12月號，57頁
- APPLE - 《週刊少年Jump》2009年4・5號，49頁
- 偽戀 - 《Jump NEXT》2011年冬季號、54頁，短篇版。東立出版社《寶島少年》2013年2+3期
- 心動時刻、刻DOKI（暫譯，原名《刻どき》） 2016年

### 單行本
- 戀愛的神明大人 古味直志短篇集 - 全一冊。收錄6個短篇、東立出版

1. island（赤丸Jump・H19年WINTER号）
2. 恋の神様（週刊少年Jump・H19年20号）
3. ウィリアムス（週刊少年Jump・H19年49号）
4. ペルソナント（Jump SQ. H20年12月号）
5. APPLE（週刊少年Jump・H21年4·5合併号）
6. ニセコイ（Jump NEXT！H23年WINTER号）

### 插畫
- 戀物語（第3話End Card）

## 備註
1. 1 2  《週刊少年Jump》2007年20號294頁 - 《戀神》作者介紹。
2. ↑   - 高知新聞
3. ↑  .   [2013-01-07]. （原始内容存档于2013-12-11）.
4. ↑  .   [2015-03-28]. （原始内容存档于2015-04-02）.
5. ↑  《赤丸Jump》2007年冬季號382頁 - 《island》作者介紹。